# Russ Emanuel
Pour les articles homonymes, voir Emanuel.
Russ Emanuel (né le 31 août 1977 en Californie) est un réalisateur, scénariste, producteur et monteur indépendant américain, ayant dirigé des acteurs tels que John Heard, Tarah Paige, Robert Picardo, Vincent Pastore, Glynnis O'Connor, Hallie Kate Eisenberg, Jeremy London, Ryan Hurst, William Devane, Dan Grimaldi, Vinny Vella, Michelle Lee, Larry Pine, Marina Sirtis, Sean Kenney, Heather McComb, Armin Shimerman, Rico E. Anderson, Eileen Dietz, Kelli Maroney, Gary Graham et Olivia d'Abo.

## Biographie
Emanuel est né à San Francisco, en Californie, de Charles Phillip Emanuel et d'Akemi Tsujita, mais a grandi au Japon et aux États-Unis. Il a déclaré que ses antécédents et son éducation lui ont donné, ainsi qu'à son travail, une vision très internationale du monde.
Emanuel a fréquenté l 'Université de Californie du Sud à Los Angeles avec une spécialisation en études cinématographiques, relations internationales et  japonais. Ses films ont exploré de nombreux genres, y compris la science-fiction, l'horreur, le théâtre, la comédie et la fantaisie.
Emanuel a fondé Russem Productions, une société de production basée à Los Angeles en 2002 et a produit et réalisé un certain nombre de courts et longs métrages primés. En 2015, Emanuel a été répertorié dans le livre de Del Weston The Top 100 Indie Filmmakers in the World Part 1.

### Carrière
Les premiers films d'Emanuel étaient des courts métrages, dont «Her Knight» (2003) et la primée «Girl with Gun» (2006),. 
En 2007, Emanuel a produit son premier long métrage, «P.J.», qui a remporté sept prix nationaux et internationaux. Le film a reçu de nombreuses critiques favorables et la cinématographie a été comparée stylistiquement à Godard et aux films muets du mouvement expressionniste allemand. 
Emanuel a ensuite réalisé le long métrage Chasing the Green (2009)
, avec William Devane et «The Legends of Nethiah» (2012) avec John Heard et Robert Picardo. 
Emanuel a réalisé et produit le film documentaire Restoration of Paradise (2014). Emanuel a filmé la beauté des zones humides de Bolsa Chica et a documenté l'histoire de la terre, qui a été à différentes époques une colonie amérindienne, le Gun Club du président Teddy Roosevelt et une maison de batteries d'artillerie pendant la Seconde Guerre mondiale. Emanuel a travaillé avec le groupe environnemental local, Amigos de Bolsa Chica, sur le projet. Le documentaire a été raconté par Robert Picardo de Star Trek célèbre. Le film a été bien accueilli sur le circuit des festivals de cinéma and remporte le SoCal Film Festival Award.
Son long métrage d'horreur de 2015 «Occupants», avec Robert Picardo, a été projeté dans de nombreux festivals de cinéma, dont Shriekfest 2016,. 

## Filmographie
| Year | Title                                                          | Rôle | Note   |
| ---- | -------------------------------------------------------------- | --- | ------ |
| 2003 | The Failures                                                   | Assistant du Producteur (long métrage)                                                                                    |        |
| 2003 | Her Knight                                                     | Producteur, Directeur, scénariste (court-métrage)                                                                         |        |
| 2004 | The Diary                                                      | Producteur (court-métrage)                                                                                                |        |
| 2005 | Mavet                                                          | Producteur (court-métrage)                                                                                                |        |
| 2006 | Girl with Gun                                                  | Producteur, Directeur (court-métrage)                                                                                     |        |
| 2007 | The Rapture                                                    | Producteur associé (long métrage)                                                                                         |        |
| 2007 | Perfect Red                                                    | Producteur (court-métrage)                                                                                                |        |
| 2008 | Heaven's Messenger (original title P.J.)                       | Producteur, Directeur (long métrage)                                                                                      | [ 15 ] |
| 2009 | Chasing the Green                                              | Directeur (long métrage)                                                                                                  |        |
| 2010 | Cult 11                                                        | Producteur - 4 épisodes, Directeur - 2 épisodes: "Nurse Janet's Happy Place", "Make-Up Time, Mr. President" (web series)  |        |
| 2012 | The Legends of Nethiah                                         | Directeur (long métrage)                                                                                                  |        |
| 2013 | The Meeting                                                    | Directeur, Éditeur - 2 épisodes: "Tales from the Curbside: A Prairie Homeless Companion", "A Savage Meeting" (web series) |        |
| 2014 | Restoration of Paradise                                        | Producteur, Directeur, Scénariste, Éditeur (documentaire)                                                                 |        |
| 2015 | Occupants                                                      | Directeur (long métrage)                                                                                                  |        |
| 2017 | Collar                                                         | Producteur, Directeur (long métrage)                                                                                      |        |
| 2018 | The Assassin's Apprentice                                      | Directeur (court-métrage)                                                                                                 |        |
| 2018 | Allegedly                                                      | Producteur (court-métrage)                                                                                                |        |
| 2018 | The Meeting                                                    | Directeur, Éditeur - 2 épisodes: "A Not So Funny Meeting", "Meeting Clapit" (web series)                                  |        |
| 2019 | American Wisper (original title Wisper)                        | Directeur (long métrage)                                                                                                  |        |
| 2020 | Lighter Than Air                                               | Producteur (court-métrage)                                                                                                |        |
| 2020 | Routine                                                        | Directeur (court-métrage)                                                                                                 |        |
| 2021 | The Assassin's Apprentice II: Silbadores of the Canary Islands | Directeur (court-métrage)                                                                                                 |        |
| 2022 | Staycation                                                     | Directeur (long métrage)                                                                                                  |        |

## Récompenses
Action on Film International Film Festival
- (2015) – Best Cinematography Documentary / Restoration of Paradise (2014)
- (2018) – Best Spoof / The Meeting: Webisode III - A Not So Funny Meeting (2018)

Bare Bones International Film Festival
- (2018) Best Feature Thriller / Occupants (2015)
- (2019) Ned Hockman’s Best Bare Bones Director Award / The Assassin's Apprentice (2018)

Boston Science Fiction Film Festival
- (2017) Best Found Footage / Occupants (2015)

Canada International Film Festival
- (2010) Award for Excellence in Feature Film Competition / Chasing the Green (2009)

Chandler International Film Festival
- (2015) Best Action/Thriller Feature / Occupants (2015)
- (2018) Best Action/Adventure Film / The Assassin's Apprentice (2018)

Hollywood MiniDV Festival
- (2005) Festival Prize for Best Horror/Scary Short / The Diary (2004)

Hollywood Reel Independent Film Festival
- (2016) Best Trailer / Occupants (2015)

IFS Film Festival
- (2016) Best Short Thriller / The Assassin's Apprentice (2018)

Idyllwild International Festival of Cinema
- (2017) Excellence in Filmmaking / Occupants (2015)
- (2018) Excellence in Filmmaking / Collar (2017)

Indigo Moon Film Festival
- (2018) Best Narrative Feature (Juried Award) / Occupants (2015)

Las Cruces International Festival
- (2018) Best Director / Occupants (2015)

New Jersey Film Festival
- (2008) Grand Prize for Best Feature Film/Video / P.J. (2008)

Shriekfest
- (2016) Best Sci-Fi Feature / Occupants (2015)

SoCal Independent Film Festival
- (2014) Special Achievement in Local Filmmaking / Restoration of Paradise (2014)
- (2017) Audience Choice Award, Best Director / Occupants (2015)

WorldFest-Houston International Film Festival
- (2012) Silver Award for Independent Theatrical Feature Films - Family/Children / The Legends of Nethiah (2012)
- (2018) Special Jury Award: Suspense/Thriller, Platinum Award: Dramatic - Original / Collar (2017)